# 光果孪果鹤虱
光果孪果鹤虱（学名：Rochelia leiocarpa）是紫草科弯果鹤虱属的植物。分布在克什米尔、巴基斯坦、土耳其以及中国大陆的新疆等地，生长于海拔700米至1,800米的地区，多生长于荒漠、山坡草甸、干旱地以及石坡，目前尚未由人工引种栽培。